# Cafú (ur. 1993)
Cafú, właśc. Carlos Miguel Ribeiro Dias (ur. 26 lutego 1993 w Guimarães) – portugalski piłkarz występujący na pozycji pomocnika w tureckim klubie Kasımpaşa SK.        
11 marca 2018 zadebiutował w barwach Legii Warszawa w meczu 27. kolejki Ekstraklasy. Warszawski zespół wygrał 3:1 z Lechią Gdańsk, a piłkarz zaliczył asystę przy golu na 2:0.
2 maja 2018 roku zdobył pierwszą bramkę dla Legii Warszawa w finale Pucharu Polski z Arką Gdynia. Było to trafienie na 2:0 a mecz zakończył się wynikiem 2:1 dla warszawskiego zespołu. 28 maja 2019 oficjalnie poinformowano o wykupieniu Portugalczyka z FC Metz za ok. 800 tys. euro.
31 stycznia 2020 przeszedł z warszawskiego klubu do greckiego Olympiakosu Pireus.

## Sukcesy

### Legia Warszawa
- Mistrzostwo Polski: 2017/2018
- Puchar Polski: 2017/2018